# تامی اسمیت (بازیکن فوتبال، زاده ۱۹۴۵)
تامی اسمیت (به انگلیسی: Tommy Smith)  زادهٔ ۵ آوریل ۱۹۴۵ بازیکن فوتبال اهل انگلستان بود که سابقهٔ بازی در تیم ملی فوتبال انگلستان را در کارنامهٔ خود دارد. وی در تاریخ ۱۹ مه ۱۹۷۱ تنها بازی ملی خود را در مقابل تیم ملی فوتبال ولز انجام داد. وی در تاریخ ۱۲ آوریل ۲۰۱۹ درگذشت.